# Mar Chiquita
Mar Chiquita (dosłownie w hiszp. małe morze) albo Mar de Ansenuza – słone jezioro bezodpływowe w północnej Argentynie, w prowincjach Córdoba i Santiago del Estero (północno-wschodni koniec). Jest to jedno z największych słonych jezior na Ziemi, a jego wielkość waha się od 1000 do 6000 km² (największe w 1958, od lat 90. spada, obecnie ok. 5700 km²). Jest zasilane przez dwie główne rzeki Dulce z Saladillo, a także Primero i Segundo. Znajduje się w zachodniej części niziny La Platy (na granicy Pampy i Gran Chaco), w kotlinie położonej na wysokości ponad 60 m n.p.m. Oryginalnie powstało jako jezioro przybrzeżne, dlatego jest słone i zabagnione, a także bardzo płytkie (wg różnych źródeł od 4 do 19 m maksymalnej głębokości). W przyszłości zapewne wyschnie i stanie się solniskiem. Na północnej części jeziora zlokalizowane są liczne małe wyspy, często zalewane.
Od 1995 roku jezioro stanowi rezerwat biosfery UNESCO. W 2002 roku zostało wpisane na listę konwencji ramsarskiej, a w 2005 roku zostało zakwalifikowane przez BirdLife International jako ostoja ptaków IBA. Od 2022 roku znajduje się na terenie Parku Narodowego Ansenuza.